# Ligne Roissy - Picardie
La ligne Roissy - Picardie est une ligne ferroviaire en construction, créant un lien (d'une longueur de 6,5 km) entre la LGV Interconnexion Est et la ligne Paris – Creil – Amiens au nord de l'aéroport de Roissy, aux environs de la gare de Survilliers - Fosses.
Les travaux de construction commencent en février 2025, pour une mise en service estimée à fin 2026.

## Objectifs
Lors des études de tracé de la LGV Nord à la fin des années 1980, un conflit a éclaté entre les villes de Lille et d'Amiens pour être desservies par la LGV. Le passage par Amiens a finalement été écarté au profit d'un tracé plus direct longeant l'autoroute A1, suscitant la colère de l'agglomération picarde. En compensation, la gare TGV Haute-Picardie a été construite à mi-chemin entre Amiens et Saint-Quentin mais, située en pleine campagne, elle reste difficilement accessible et ne répond pas aux besoins locaux. Le projet complémentaire de LGV Paris - Londres par Amiens, un temps proposé, a finalement été abandonné car non rentable. De ce fait, Amiens demeure à l'écart du réseau à grande vitesse.
Par ailleurs, un manque de liaison ferrée efficace entre l'aéroport de Roissy-Charles-de-Gaulle et le département voisin de l'Oise est apparu, malgré leur grande proximité et l'importante attraction économique exercée par la plateforme aéroportuaire. Les salariés et les passagers aériens qui y résident se voient aujourd'hui imposer un long détour via la gare de Paris-Nord, ou l'usage d'une desserte routière, mettant Creil à quarante-cinq minutes de l'aéroport.
Le projet de barreau Roissy - Picardie prévoit en conséquence une ligne nouvelle de quelques kilomètres, créant un lien au nord de Roissy entre le réseau à grande vitesse (LGV Interconnexion Est) et le réseau classique (ligne Paris-Creil-Amiens) aux environs de Survilliers. Cette ligne, portée par SNCF Réseau (ex-RFF), mettrait le sud du département de l'Oise à vingt minutes de la zone aéroportuaire contre plus d'une heure aujourd'hui par voie ferrée.
Ce tronçon aurait trois objectifs principaux :
- améliorer l'accessibilité de la Picardie à la grande vitesse ferroviaire en créant des dessertes TGV directes entre Amiens et Creil (et potentiellement d'autres villes de la région) vers Roissy-CDG 2 TGV, et au-delà vers l'est, le sud et l'ouest de la France. Cela éviterait aux voyageurs un changement pénalisant à Paris, avec des gains de temps pouvant atteindre 30 à 40 minutes sur des trajets vers les grandes métropoles régionales ;
- développer le transport ferroviaire à longue distance et préserver la capacité de la LGV Nord grâce à un nouveau débouché pour les trains aptes à la grande vitesse au nord de Roissy ;
- renforcer l’attractivité du pôle multimodal de Roissy CDG avec des fréquences et un nombre de destinations accrus, notamment vers le nord de l'Europe. La ligne nouvelle offre une alternative aux gares parisiennes.

### Projets de dessertes
Deux scénarios de desserte sont fondés sur les services de seuls trains à grande vitesse, ou d'un mélange de TGV et de services régionaux :
- deux allers-retours quotidiens en TGV depuis Amiens avec un arrêt à Creil, pour un temps de parcours de 57 minutes entre Amiens / Roissy-Charles-de-Gaulle 2 TGV et de 17 minutes entre Creil / Roissy-CDG 2 TGV, avec une prévision de trafic de 1,6 million de voyageurs par an ;
- trois allers-retours quotidiens en TER depuis Amiens avec un arrêt à Creil, Chantilly - Gouvieux et Survilliers - Fosses, pour un temps de parcours de 1 h 02 entre Amiens / Roissy-CDG 2 TGV, 22 minutes entre Creil / Roissy-CDG 2 TGV, 16 minutes entre Chantilly - Gouvieux / Roissy-CDG 2 TGV et 7 minutes entre Survilliers - Fosses / Roissy-CDG 2 TGV ;
- six allers-retours quotidiens en TER depuis Creil avec un arrêt à Chantilly - Gouvieux et Survilliers - Fosses ;
- dix-sept allers-retours quotidiens en TER depuis Compiègne avec un arrêt à Pont-Sainte-Maxence, Creil, Chantilly - Gouvieux et Survilliers - Fosses (deux trains par heure et par sens pour chaque ligne TER), pour un temps de parcours de 45 minutes entre Compiègne / Roissy-CDG 2 TGV et de 35 minutes entre Pont-Sainte-Maxence / Roissy-CDG 2 TGV, avec une prévision de trafic atteignant alors 2,8 millions de voyageurs par an pour l'ensemble des liaisons TER ;
- potentiellement des trajets en TGV inter-secteurs avec origine et terminus à Creil.

## Projet
Trois options de passage de la ligne nouvelle ont été étudiées au nord-est du Val-d'Oise dans le secteur de Fosses-Louvres-Vémars. Le coût de cette infrastructure est évalué à environ 250 millions d'euros, avec une mise en service prévue initialement vers 2025. Cette nouvelle ligne ne devrait posséder aucun raccordement avec la ligne de Roissy où circulent les trains de la ligne B du RER.
Un nouveau quai doit être construit dans la gare de l'aéroport Charles-de-Gaulle 2 TGV pour accueillir les TER, entraînant la disparition des voies d'évitement peu utilisées.
La gare de Survilliers - Fosses sera également réaménagée avec la création de nouveaux quais et d'une nouvelle passerelle, ceci afin de faciliter les déplacements des voyageurs.

## Historique
Un débat public est organisé du 15 avril au 8 juillet 2010,. Au terme de ce débat, le tracé nord est définitivement écarté.
La mise en service était prévue pour 2020, mais, en octobre 2016, le ministère des Transports annonce que le projet ne verra pas le jour avant 2030, provoquant une levée de boucliers des élus picards.
En février 2017, un accord de financement est trouvé entre l'État et les collectivités territoriales, pour une mise en service alors annoncée en 2024. En septembre 2020, la ministre de l'environnement et des transports Barbara Pompili confirme le projet : « le projet contribuera à renforcer l’attractivité et le dynamisme des territoires de l’Amiénois, du Sud des Hauts-de-France et du Nord-Est du Val-d'Oise, tout en favorisant le report modal vers le ferroviaire dans une perspective de développement durable ».
Une enquête publique est menée sur le projet en mars en avril 2021 et l'utilité publique est déclarée le 21 janvier 2022 par un arrêté inter-préfectoral du Val-d'Oise, de l'Oise, la Seine-et-Marne, la Somme et la Seine-Saint-Denis.
En décembre 2023, SNCF Réseau attribue le marché de conception et réalisation au groupement NGE-Egis pour un lancement des travaux en janvier 2024 pour une fin estimée à mi-2026,.
Les travaux de construction commencent en février 2025 pour une mise en service prévue fin 2026.

## Oppositions et soutiens
Le barreau de Gonesse était un projet visant à relier la gare de Villiers-le-Bel - Gonesse - Arnouville, sur la ligne D du RER, à la gare du Parc des Expositions, sur la ligne de Roissy. Après son abandon, le conseil départemental du Val-d'Oise promeut la réalisation de projets desservant son territoire comme la ligne 17 du métro et se prononce contre la réalisation de la liaison Roissy - Picardie, alors que toutes les collectivités picardes la soutiennent,,.